# Moulins à vent de la Somme
Cette page répertorie les moulins à vent existant dans le département de la Somme.

## Liste
| Nom de commune       | Nom du moulin                      | Type                                                                            | Date de construction | Note                                            | Photo |
| -------------------- | ---------------------------------- | ------------------------------------------------------------------------------- | -------------------- | ----------------------------------------------- | ----- |
| Ault                 | Moulin de Pierre                   | Moulin tour                                                                     |                      | Habité                                          |       |
| Bouchon              | Moulin de Mouflers                 | Moulin tour (en pierre)                                                         | XVIIe siècle         | Ruine                                           |       |
| Bussus-Bussuel       | Moulin Vaillant-Tellier-Hemimont   | Moulin tour                                                                     | XVIIe siècle         | Restauré                                        |       |
| Candas               | Moulin Fanchon de Candas           | Moulin tour                                                                     | vers 1750            | Restauré                                        |       |
| Citerne              | Moulin d'Yonville                  | Tour en bois (octogonal)                                                        | 1865                 | Inscrit MH (1994)                               |       |
| Dominois             | Moulin de Dominois                 | Tour en pierre                                                                  |                      | Ruine                                           |       |
| Eaucourt-sur-Somme   | Moulin Guidon d'Eaucourt-sur-Somme | Moulin tour                                                                     |                      | Restauré                                        |       |
| Étinehem             | Moulin d'Étinehem                  |                                                                                 |                      | Ruine                                           |       |
| Flixecourt           | Moulin Basile de Flixecourt        | Moulin tour                                                                     |                      | Restauré                                        |       |
| Frucourt             | Moulin à vent de Frucourt          | Moulin fortifié                                                                 | 1641                 | Restauré · Inscrit MH (1931)                    |       |
| Grivesnes            | Moulin de Grivesnes                | Moulin tour                                                                     |                      | Ruine                                           |       |
| Heuzecourt           | Moulin Gégé                        | Moulin tour                                                                     |                      | Restauré 2016-2018                              |       |
| Louvencourt          | Moulin de Louvencourt              | Moulin tour                                                                     |                      | Habité                                          |       |
| Mons-Boubert         | Moulin de Pierre                   | Moulin tour (en brique)                                                         |                      |                                                 |       |
| Morchain             | Moulin Georget                     | Moulin tour (en brique)                                                         |                      |                                                 |       |
| Nampont-Saint-Martin | Moulin de Nampont-Saint-Martin     | Moulin tour                                                                     |                      | Ruine                                           |       |
| Naours               | Moulin Belcan                      | Moulin à pivot (moulin à huile) - avant la Révolution, situé à Linselles (Nord) |                      | Inscrit MH (1961)                               |       |
| Naours               | Moulin Westmolen (Naours)          | Moulin à pivot - provient de Stavele (Belgique)                                 | XVIe siècle          | Inscrit MH (1976)                               |       |
| Nouvion-en-Ponthieu  | Moulin de Nouvion-en-Ponthieu      | Moulin tour                                                                     |                      | Ruine                                           |       |
| Ochancourt           | Moulin d'Ochancourt                | Moulin pivot en bois                                                            |                      | abattu par une tempête en 1917                  |       |
| Oisemont             | Moulin d'Oisemont                  | Moulin tour (en brique)                                                         |                      |                                                 |       |
| Pierregot            | Moulin Arrachard                   | Moulin tour                                                                     | XVIIe siècle         | Habité                                          |       |
| Pozières             | Moulin de Pozières                 | Moulin tour                                                                     | XVIe siècle          | Détruit en 1916 pendant la Bataille de la Somme |       |
| Querrieu             | Moulin                             | Moulin tour                                                                     | 1793                 | Démoli en 1916                                  |       |
| Raincheval           | Moulin de Raincheval               | Moulin tour (en pierre calcaire)                                                |                      | Ruine                                           |       |
| Saint-Maxent         | Moulin de Saint-Maxent             | Moulin à pivot                                                                  | XIVe siècle          | Restauré · Classé MH (1948)                     |       |
| Vaudricourt          | Moulin de Vaudricourt              | Tour en bois                                                                    |                      |                                                 |       |
| Villers-sous-Ailly   | Moulin de Villers                  | Tour                                                                            |                      |                                                 |       |
| Warloy-Baillon       | Moulin de Rolmont                  | Moulin tour                                                                     | XVe siècle           | Ruine                                           |       |

## Moulins disparus

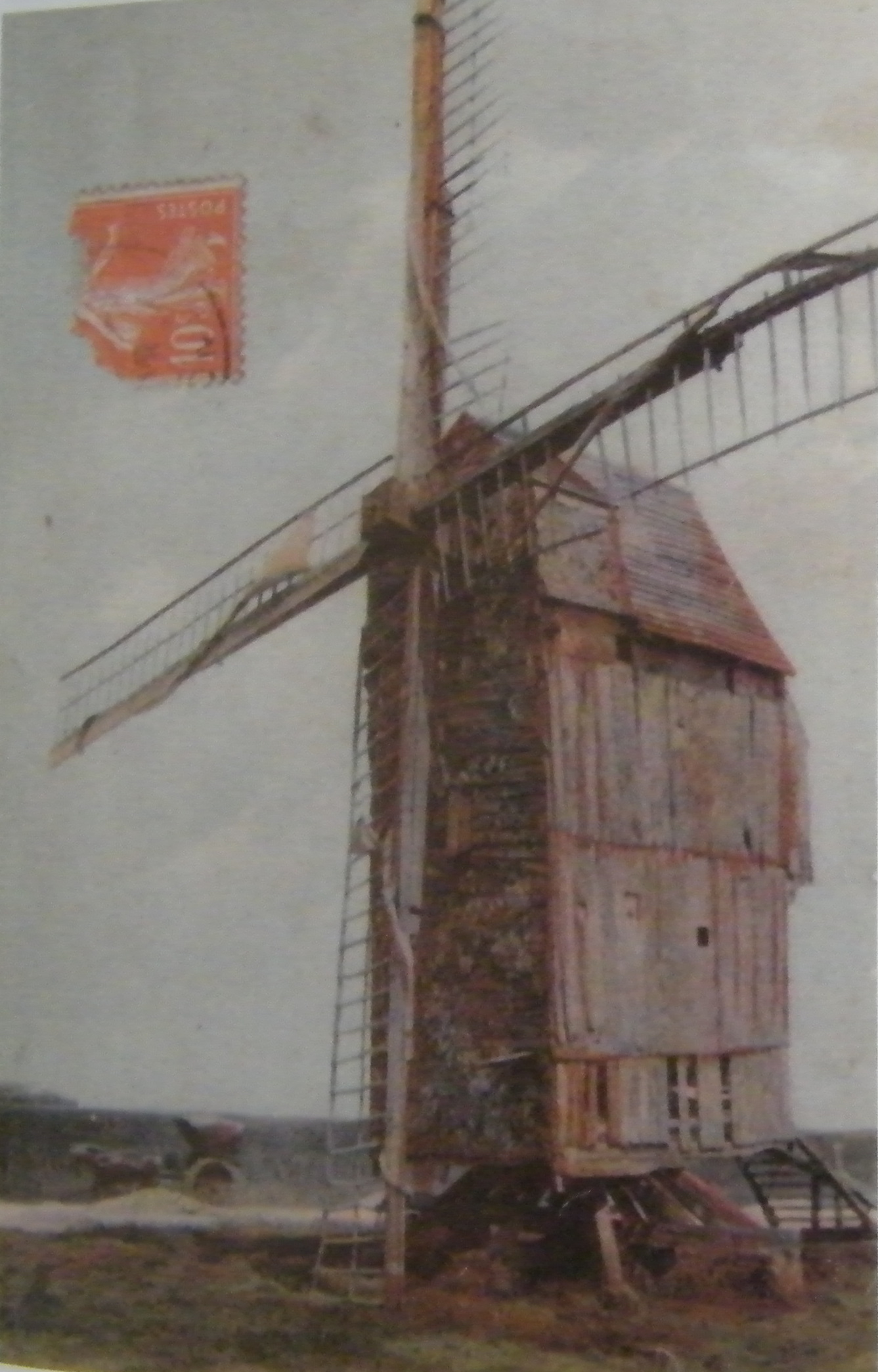
Le moulin d'Arry, disparu.
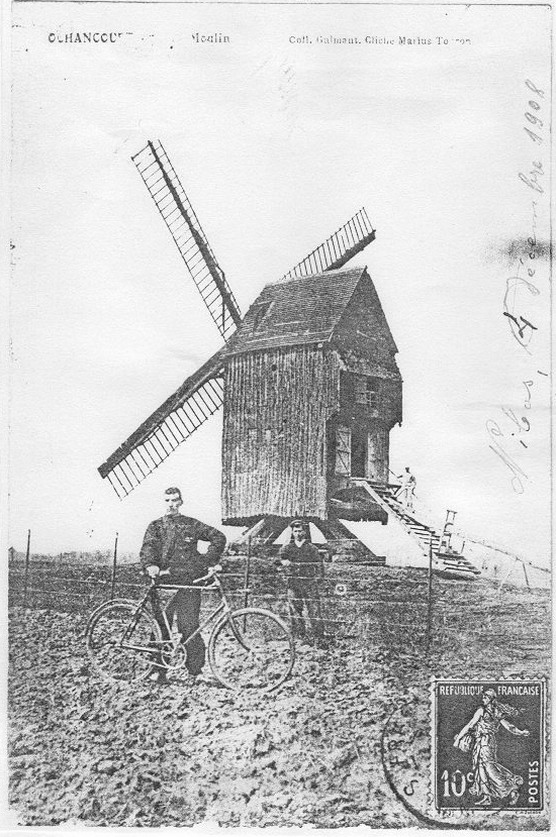
Le moulin d'Ochancourt, abattu par la tempête en 1917.
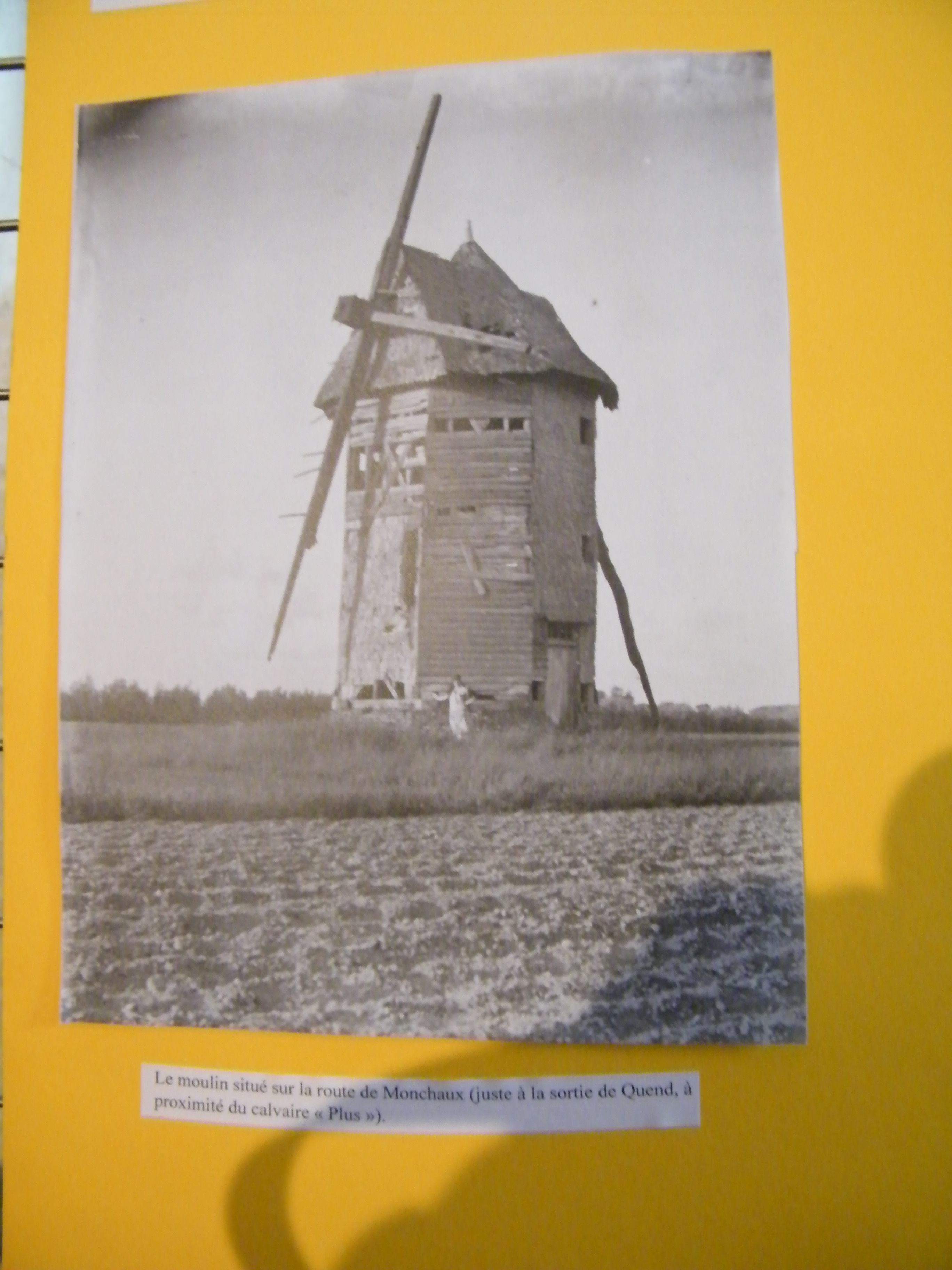
Moulin de Quend.
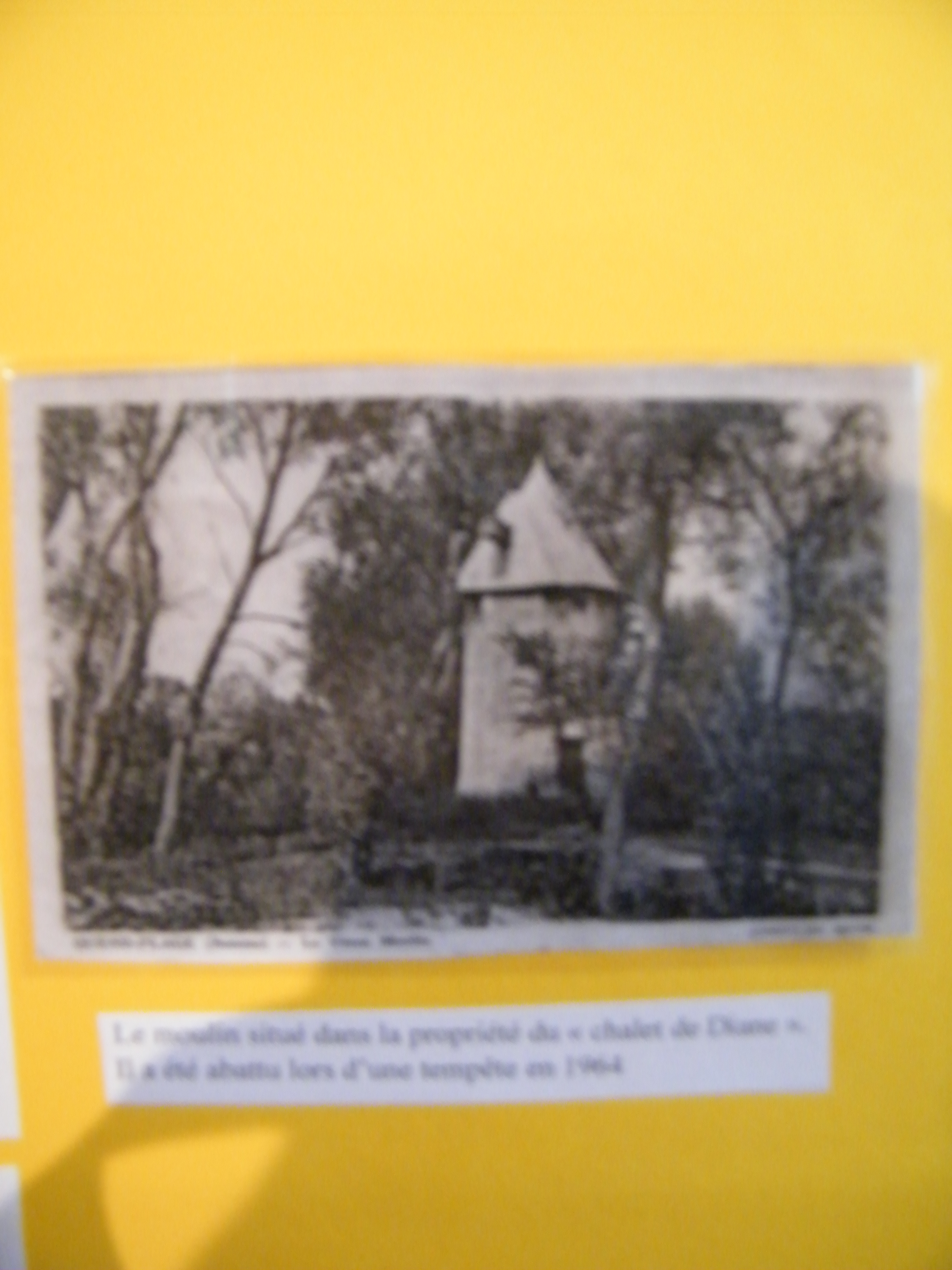
Ancien moulin de Quend, à Monchaux, abattu en 1964 par la tempête.
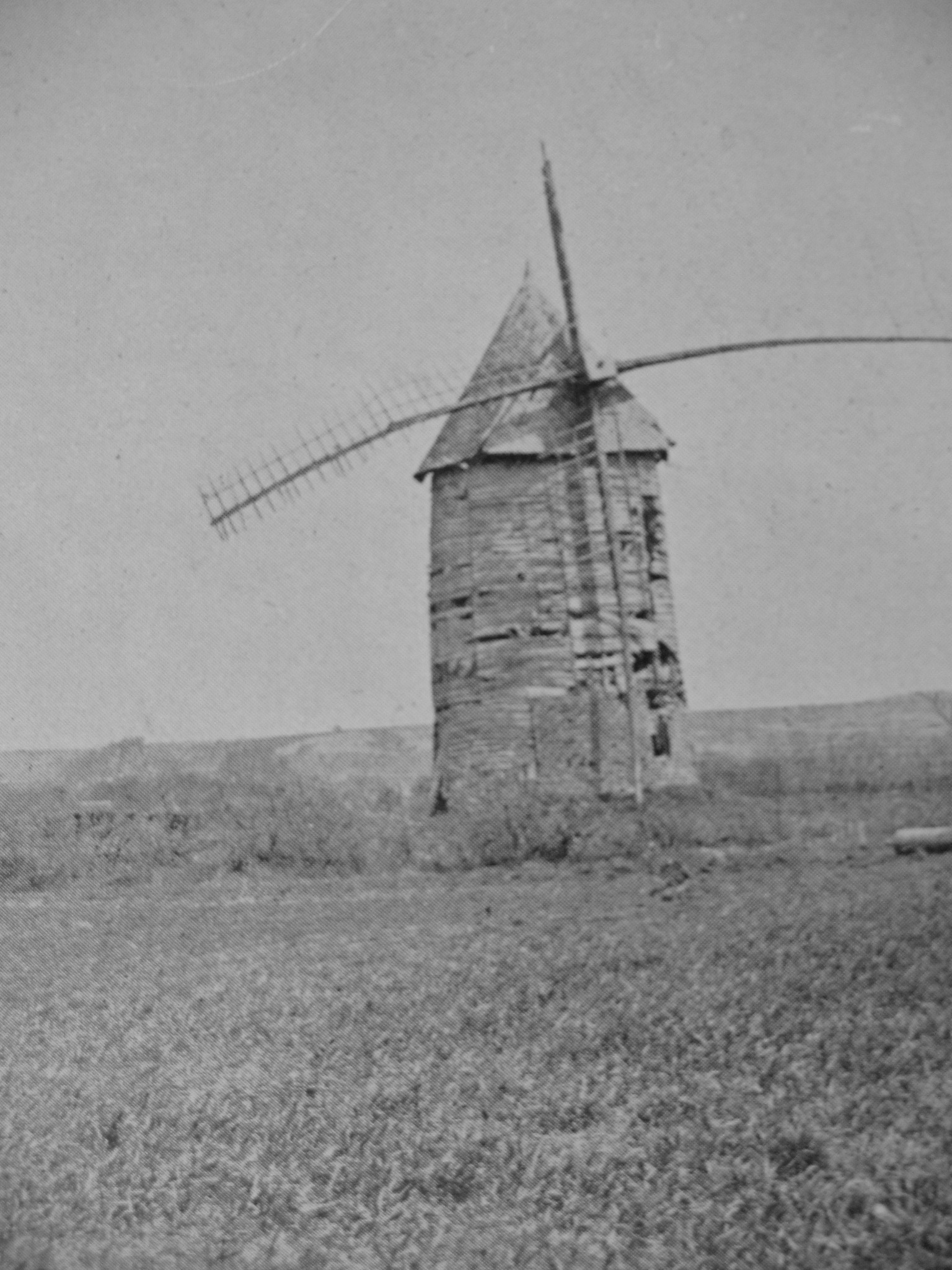
Le dernier moulin à vent de Querrieu en 1911.